# Love Song for a Vampire
Love Song for a Vampire è una canzone della cantautrice britannica Annie Lennox.
Il singolo, pubblicato nello stesso CD del singolo Little Bird, costituisce la principale traccia della colonna sonora del film Dracula di Bram Stoker, utilizzata negli accrediti finali della pellicola.
Raggiunse il 3º posto della classifica dei singoli in Regno Unito e fu incluso nella prima raccolta di Annie Lennox The Annie Lennox Collection, del 2009.

## Videoclip
Nel videoclip, diretto da Sophie Muller, le scene di Annie Lennox nelle vesti di una donna-vampira si alternano a quelle del film Dracula di Bram Stoker, di Francis Ford Coppola.

## Tracce

### CD Stati Uniti
1. Little Bird (Edit) – 4:32
2. Love Song for a Vampire (colonna sonora del film Dracula di Bram Stoker) – 4:16
3. Why – 5:04
4. The Gift – 4:36
5. You Have Placed a Chill in My Heart – 4:06

### CD Regno Unito
1. Little Bird (Edit) – 4:39
2. Love Song for a Vampire (colonna sonora del film Dracula di Bram Stoker) – 4:16
3. Little Bird (Utah Saints Version)
4. Little Bird (N'Joi Version) – 4:46

### 33 giri
1. Little Bird (House of Gypsies Version) – 6:59
2. Little Bird (House of Gypsies Radio Version) – 4:18
3. Little Bird (House of Annie) – 4:19
4. Little Bird (Single Version) – 4:32
5. Little Bird (Utah Saints Version) – 6:38
6. Little Bird (N'Joi Version) – 4:52

## Classifiche
| Classifica                                     | Posizione massima |
| ---------------------------------------------- | ----------------- |
| Classifica dance di Billboard (Stati Uniti)    | 1                 |
| Classifica generale singoli                    | 3                 |
| Irlanda                                        | 3                 |
| Canada                                         | 7                 |
| Italia                                         | 7                 |
| Francia                                        | 10                |
| Germania                                       | 29                |
| Svizzera                                       | 34                |
| Australia                                      | 38                |
| Classifica generale di Billboard (Stati Uniti) | 49                |